# عصب قصبة الساق
العصب الظنبوبي أو عَصب قصبة الساق (بالإنجليزية:Tibial Nerve) فرع انتهائي للعصب الوركي ؛ ويعطي فروعاً جلدية؛ هي العصب الربلي الجلدي الإنسي الذي يعطي فروعاً كثيرا تعصب جلد الربلة وظهر الساق، وفروعاً عضلية تعصب رأس عضلة الساق والأخمصية والنعلية والمأبضية، وفروعاً مفصلية تعصب مفصل الركبة، وعصبان أخمصيان إنسي ووحشي.